# Emily Carey
Emily Joanna Carey (Londres, 30 de abril de 2003) es una actriz y modelo británica. Es conocida por interpretar los papeles de Grace Beauchamp en Casualty de la BBC One (2014-2017, 2021), Mika Cavanaugh en la serie de suspense de televisión web británica Get Even de Netflix y la joven Alicent Hightower en la serie de televisión de HBO La casa del dragón durante cinco episodios.

## Biografía
Además de sus papeles en Casualty y Get Even, también interpretó a la joven princesa Diana (Wonder Woman), interpretada por Gal Gadot de adulta, en la película de Warner Brothers Wonder Woman (2017). Apareció como la joven Lara Croft en la película de reinicio de Tomb Raider, estrenada en marzo de 2018. Otros de sus trabajos incluyen a Mary Conan Doyle en la serie Houdini y Doyle en las cadenas de televisión FOX/ITV.

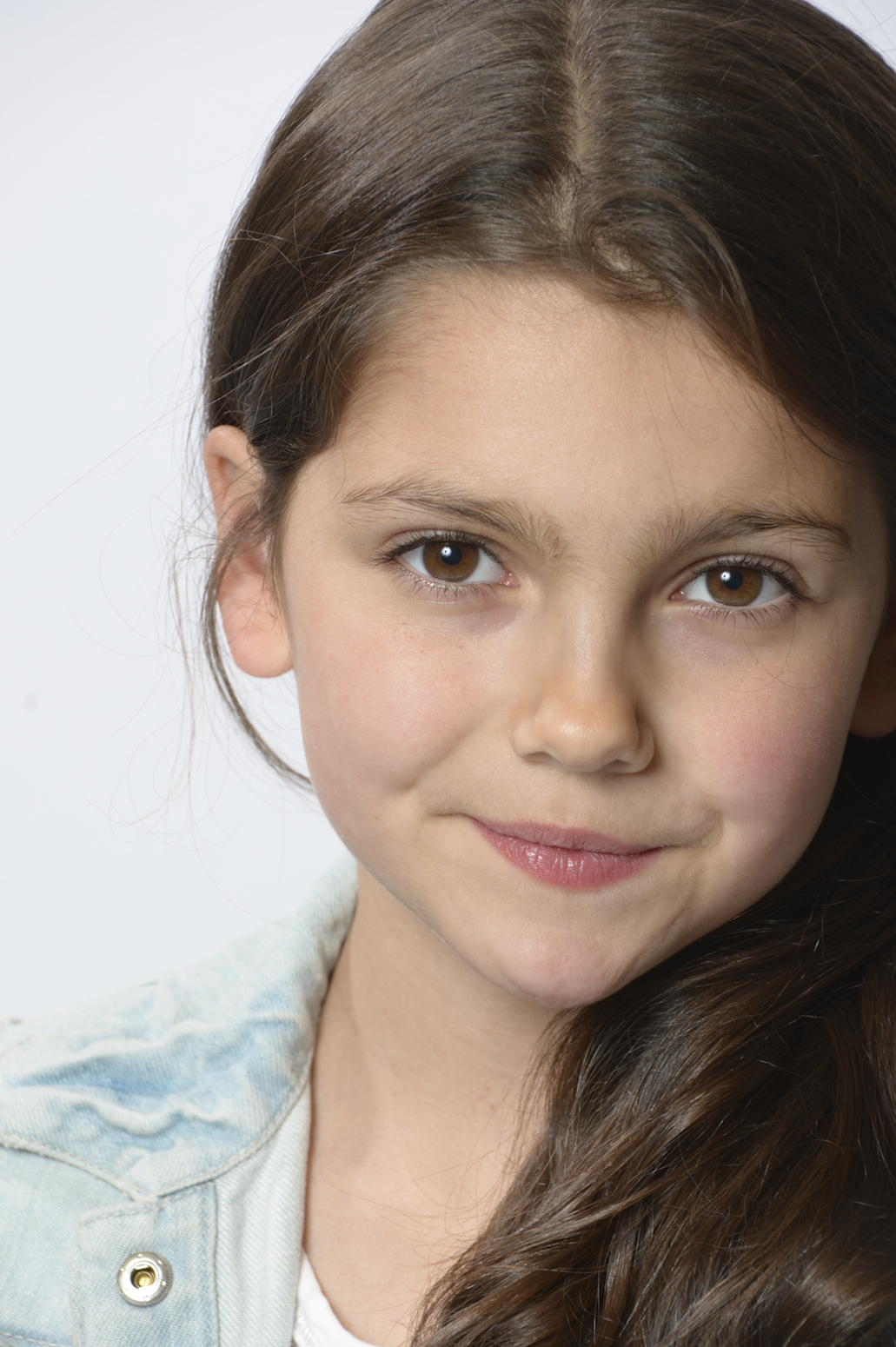
Carey en 2014

En el teatro ha interpretado papeles en el musical Shrek the Musical en el Theatre Royal Drury Lane, y en The Sound of Music, nominado al Premio Laurence Olivier, en el Regent's Park Open Air Theatre. También apareció en el video de la versión de Idina Menzel y Michael Bublé de la canción navideña Baby, It's Cold Outside, donde interpreta una versión más joven de Idina Menzel. Carey figura en un artículo del Huffington Post como una de las cinco principales estrellas infantiles de 2016.
En 2020, interpretó el papel principal de Anastasia en la película Anastasia: Once Upon a Time en Netflix. y en 2022, interpretó a la joven Wendy en la adaptación de la novela de Laurie Fox The Lost Girls. Ese mismo año también participó en la adaptación de la novela El fantasma de Canterville de Oscar Wilde, donde puso voz al personaje de Virginia Otis. El 6 de julio de 2021 se anunció que se unirá al elenco de la precuela de Game Of Thrones de HBO, La casa del dragón, donde interpretó el papel de la joven Alicent Hightower. La serie comenzó su producción en abril de 2021, se estrenó el 21 de agosto de 2022 y su primera temporada constaba de diez episodios, aunque solo actuó en los primeros cinco capítulos.
En junio de 2023, se anunció que interpretaría a Harriet Manners en la adaptación de Netflix de la serie de libros Geek Girl de la escritora británica Holly Smale, que se estrenó el 30 de mayo de 2024.
En 2019, firmó un contrato con la agencia de modelos IMG Models.

## Filmografía

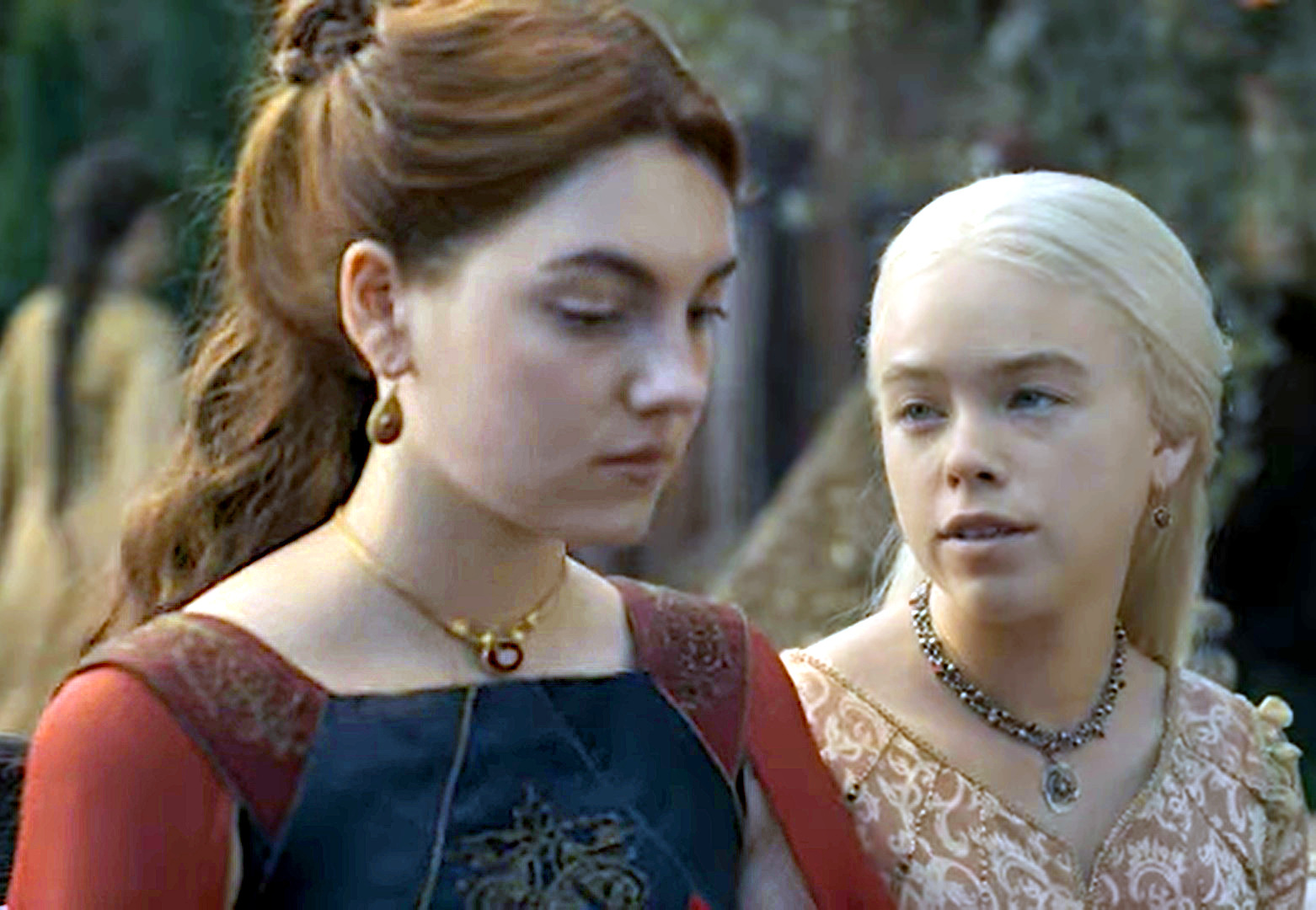
Emily Carey como Alicent Hightower con Milly Alcock como la princesa Rhaenyra Targaryen en House of the Dragon 2022

### Cine
| Año  | Título                      | Papel                  | Notas                 | Ref.   |
| ---- | --------------------------- | ---------------------- | --------------------- | ------ |
| 2017 | Wonder Woman                | Diana de 12 años       |                       | [ 27 ] |
| 2018 | Tomb Raider                 | Lara Croft de 14 años  |                       | [ 28 ] |
| 2020 | Anastasia: Once Upon a Time | Anastasia              |                       | [ 29 ] |
| 2021 | Where Is Anne Frank         | Anne Frank (voz)       | Película de animación | [ 30 ] |
| 2021 | Monster Family 2            | Mila Starr (voz)       | Película de animación | [ 31 ] |
| 2022 | The Lost Girls              | Wendy Darling de joven |                       | [ 32 ] |
| 2023 | The Canterville Ghost       | Virginia Otis (voz)    | Película de animación | [ 19 ] |
| 2023 | Breaking Point              | Abbie                  |                       | [ 33 ] |

### Televisión
| Año             | Título             | Papel             | Notas                         | Ref.                 |
| --------------- | ------------------ | ----------------- | ----------------------------- | -------------------- |
| 2014-2017, 2021 | Casualty           | Grace Beauchamp   | 41 episodios                  | [ 34 ] [ 35 ] [ 36 ] |
| 2016            | Houdini and Doyle  | Mary Conan Doyle  | 6 episodios                   | [ 29 ]               |
| 2019            | Turn Up Charlie    | Bea               | 1 episodio                    | [ 37 ]               |
| 2020            | Get Even           | Mika              | Papel principal               | [ 38 ]               |
| 2022            | La casa del dragón | Alicent Hightower | 5 episodios                   | [ 39 ] [ 40 ]        |
| 2024            | Geek Girl          | Harriet Manners   | Papel principal; 10 episodios | [ 24 ]               |
| 2024            | Platform 7         | Ella Warren       | 2 episodios                   | [ 41 ]               |
| —               | Kensal Town        | Juni Tosano       | Posproducción                 | [ 42 ]               |

### Vídeos musicales
| Año  | Título                  | Artistas                     | Ref.   |
| ---- | ----------------------- | ---------------------------- | ------ |
| 2014 | Baby, It's Cold Outside | Idina Menzel y Michael Bublé | [ 43 ] |
| 2022 | Teenage Drama           | Michael Aldag                | [ 44 ] |

### Teatro
| Año  | Título             | Papel                                    | Notas                                | Ref.          |
| ---- | ------------------ | ---------------------------------------- | ------------------------------------ | ------------- |
| 2013 | The Sound of Music | Marta Von Trapp                          | Regent's Park Open Air Theatre       | [ 45 ] [ 46 ] |
| 2013 | Shrek the Musical  | El joven Shrek y la joven princesa Fiona | Theatre Royal Drury Lane (2012-2013) | [ 47 ]        |

### Videojuegos
| Año  | Título                 | Papel          | Notas             | Ref.   |
| ---- | ---------------------- | -------------- | ----------------- | ------ |
| 2022 | Xenoblade Chronicles 3 | Eunie de joven | versión en inglés | [ 48 ] |